# Soumont-Saint-Quentin
Soumont-Saint-Quentin település Franciaországban, Calvados megyében. Lakosainak száma 635 fő (2022. január 1.). Soumont-Saint-Quentin Bons-Tassilly, Estrées-la-Campagne, Fontaine-le-Pin, Olendon, Ouilly-le-Tesson, Potigny és Saint-Germain-le-Vasson községekkel határos.

## Népesség
A település népessége az elmúlt években az alábbi módon változott:
| Lakosok száma | 593  | 561  | 480  | 548  | 545  | 541  | 542  | 551  | 588  | 635  |
|               | 1968 | 1982 | 1999 | 2006 | 2011 | 2015 | 2017 | 2018 | 2020 | 2022 |